# باشگاه فوتبال کایزر چیفس
باشگاه فوتبال کایزر چیفس (انگلیسی: Kaizer Chiefs F.C.) یک باشگاه فوتبال حرفه ای در آفریقای جنوبی می باشد. ورزشگاه اختصاصی این باشگاه ورزشگاه اف‌ان‌بی می باشد و رقابت تنگاتنگ و طولانی مدتی با اورلاندو پایرتس دارد. لوکاس رادبه، گری بیلی، شان بارتلت و سیابونگا ناموث از بازیکنان سرشناس پیشین این باشگاه بودند. در سال ۲۰۰۵ این باشگاه به مدت چهار سال از کنفدراسیون فوتبال آفریقا به دلیل انصراف از مسابقات محروم شد. از جمله مهم‌ترین افتخارات این تیم ۱۲ قهرمانی در لیگ آفریقای جنوبی و ۱ قهرمانی در جام برندگان جام آفریقا است.